# أغنيس غوردون
أغنيس غوردون هي لاعبة الجسر ‏ كندية، ولدت في 25 أبريل 1906 في Ridgetown ‏ في كندا، وتوفيت في 24 مايو 1967 بسبب سرطان.